# Cristoforo Grimaldi Rosso
Cristoforo Grimaldi Rosso a été le 49e doge de Gênes du 4 janvier 1535 au 4 janvier 1537.